# Walckenaeria lurida
Walckenaeria lurida är en spindelart som beskrevs av Seo 1991. Walckenaeria lurida ingår i släktet Walckenaeria och familjen täckvävarspindlar. Inga underarter finns listade i Catalogue of Life.